# McCamey
McCamey ist eine Stadt mit dem Status „City“ im Upton County des US-Bundesstaats Texas. Das U.S. Census Bureau hat bei der Volkszählung 2020 eine Einwohnerzahl von 1.831 ermittelt.

## Geographie
McCamey liegt etwa 80 Kilometer südlich von Odessa, 410 Kilometer östlich von El Paso und 440 Kilometer westlich von Austin. Der U.S. Highway 67 verläuft durch McCamey. In einer Entfernung von 20 Kilometern fließt im Westen der Pecos River von Norden nach Süden.

## Geschichte
Im September 1925 kaufte der Pionier und Wildcatter George B. McCamey Land in der Gegend, führte Probebohrungen durch und fand eine ergiebige Rohölquelle. Daraufhin wurden auch von verschiedenen größeren Unternehmen der Ölindustrie weitere Bohrungen vorgenommen, neue Quellen geöffnet und die Förderung ausgeweitet. Am 5. März 1926 wurde die Stadt mit dem Namen des Pioniers offiziell gegründet. Nachdem auch eine Eisenbahnlinie den Ort erreicht hatte, wuchs dessen Attraktivität. Während der Spitzenzeiten des Ölbooms waren bis zu 10.000 Menschen, meist Wanderarbeiter in McCamey beschäftigt, die überwiegend in Zelten oder einfachen Baracken wohnten. Mit dem Beginn der Weltwirtschaftskrise ließ die Nachfrage nach Erdölprodukten spürbar nach, der Preis für Rohöl fiel erheblich, die Arbeitslosenzahl stieg und die Einwohnerzahl des Ortes sank bis zum Jahr 1940 auf rund 2600 Personen. Hauptlebensgrundlage der verbliebenen Einwohner blieb jedoch nach wie vor die Ölindustrie.
Aufgrund der wirtschaftlich schwierigen Lage und der auf 1805 Personen weiter geschrumpften Einwohnerzahl, prägten die Bürger McCameys im Jahr 2000, dem Jahr des 75-jährigen Jubiläums, leicht sarkastisch den Slogan „75 Jahre, und immer noch am Leben“. Kurz danach begann jedoch mit neuen Technologien ein wirtschaftlicher Aufschwung. Einerseits wurde mit dem Hydraulic-Fracturing-Verfahren (Fracking) Erdgas aus den tieferen Erdformationen gewonnen, in weit größerem Maße wurden jedoch Windräder zur Energieversorgung errichtet. Da die Landschaft im Upton County dünn besiedelt, eben und sehr windreich ist, eignen sich Windparks sehr gut für die Gegend. In der Umgebung von McCamey gibt es 2020 inzwischen mehrere hundert Windkraftanlagen zur Erzeugung von elektrischer Energie und der Ort darf sich mit offizieller Lizenz der Bundeshauptstadt Austin The Wind Energy Capital of Texas (Die texanische Hauptstadt der Windenergie) nennen.
Da die karge, steppenähnliche Gegend im Sonnengürtel der USA liegt und dadurch sehr sonnenreich ist, wurde Anfang des 21. Jahrhunderts damit begonnen, Solaranlagen zu errichten und riesige Flächen in der unbewohnten Umgebung von McCamey sollen zukünftig zur Energieerzeugung mit dieser Technologie ausgestattet werden. Auch die deutschen Energieversorgungskonzerne RWE und E.ON beteiligen sich an solchen Projekten. Die arbeitsintensive Öltechnologie unter Verwendung von Pferdekopfpumpen bleibt jedoch weiterhin ein wichtiger Beschäftigungszweig des Ortes, da er auf dem Spraberry-Ölfeld liegt, das noch über sehr große Reserven an Erdöl verfügt. Somit ist die kleine Stadt McCamey das seltene Beispiel eines Ortes, in dem mit der Ölindustrie, dem Hydraulic Fracturing, ausgedehnten Windparks und Solaranlagen sehr unterschiedliche Energieerzeugungsverfahren eng nebeneinander vorhanden sind.

Typische Pferdekopfpumpe
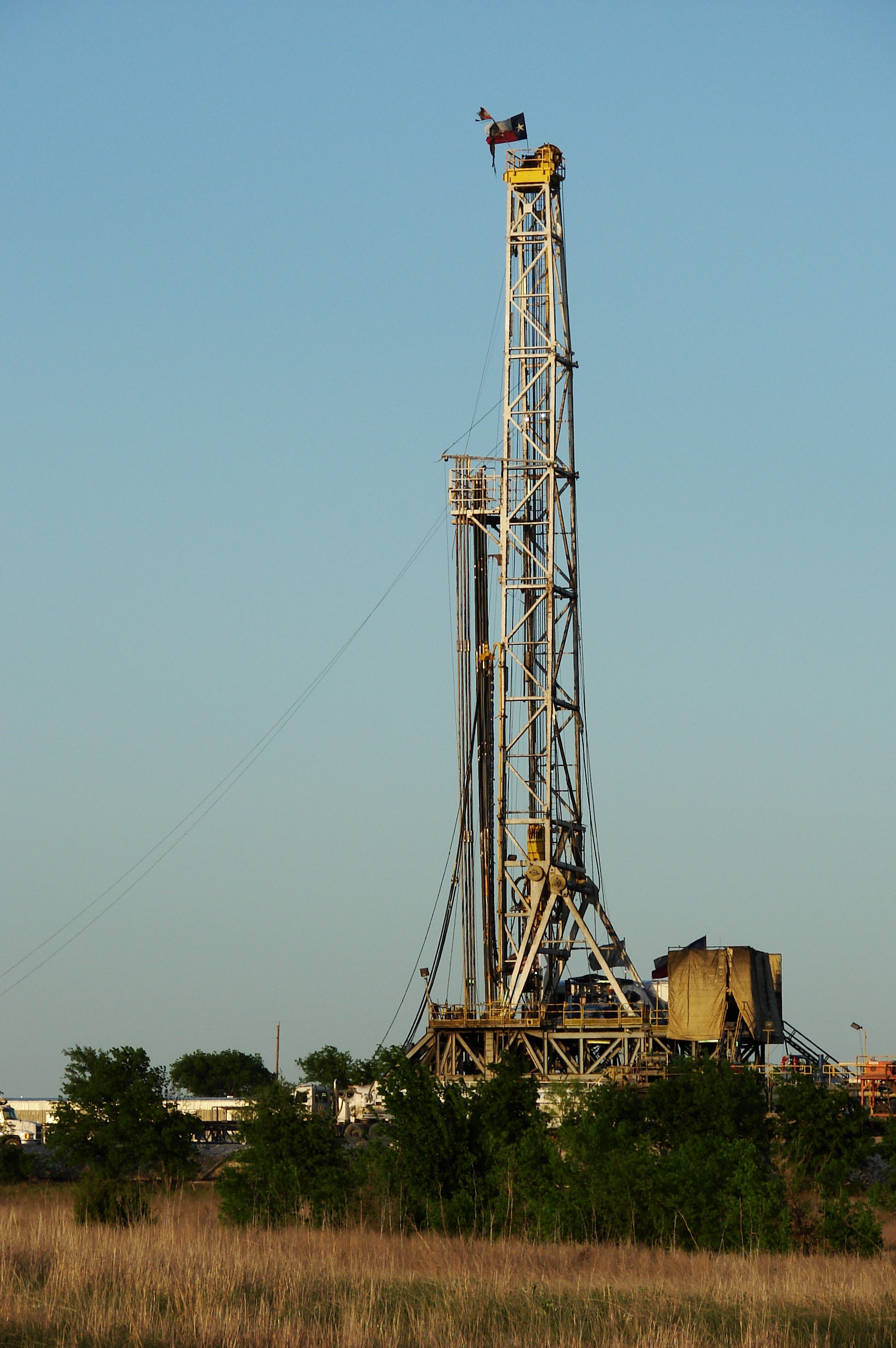
Frackinganlage
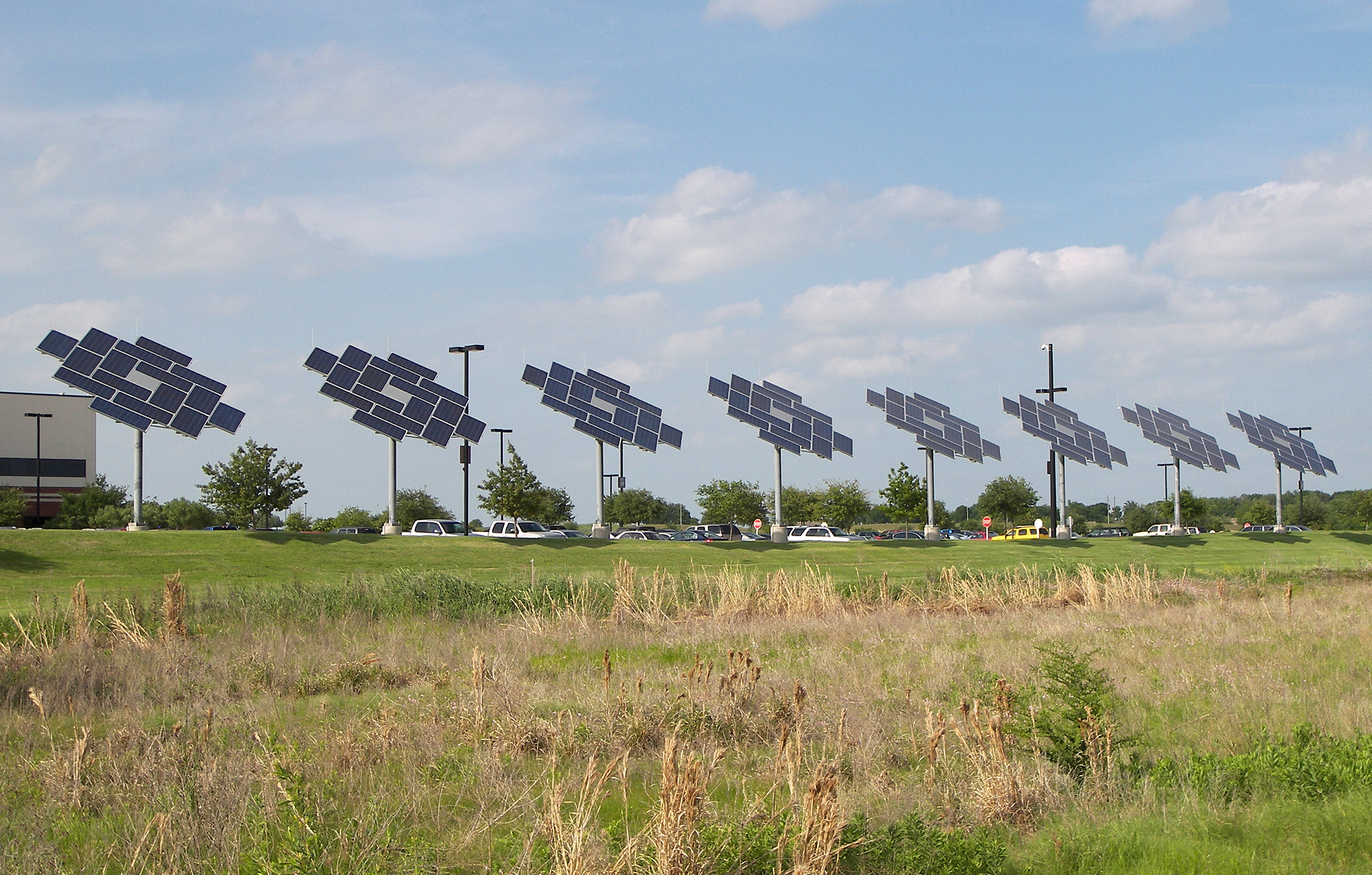
Solaranlage in Texas
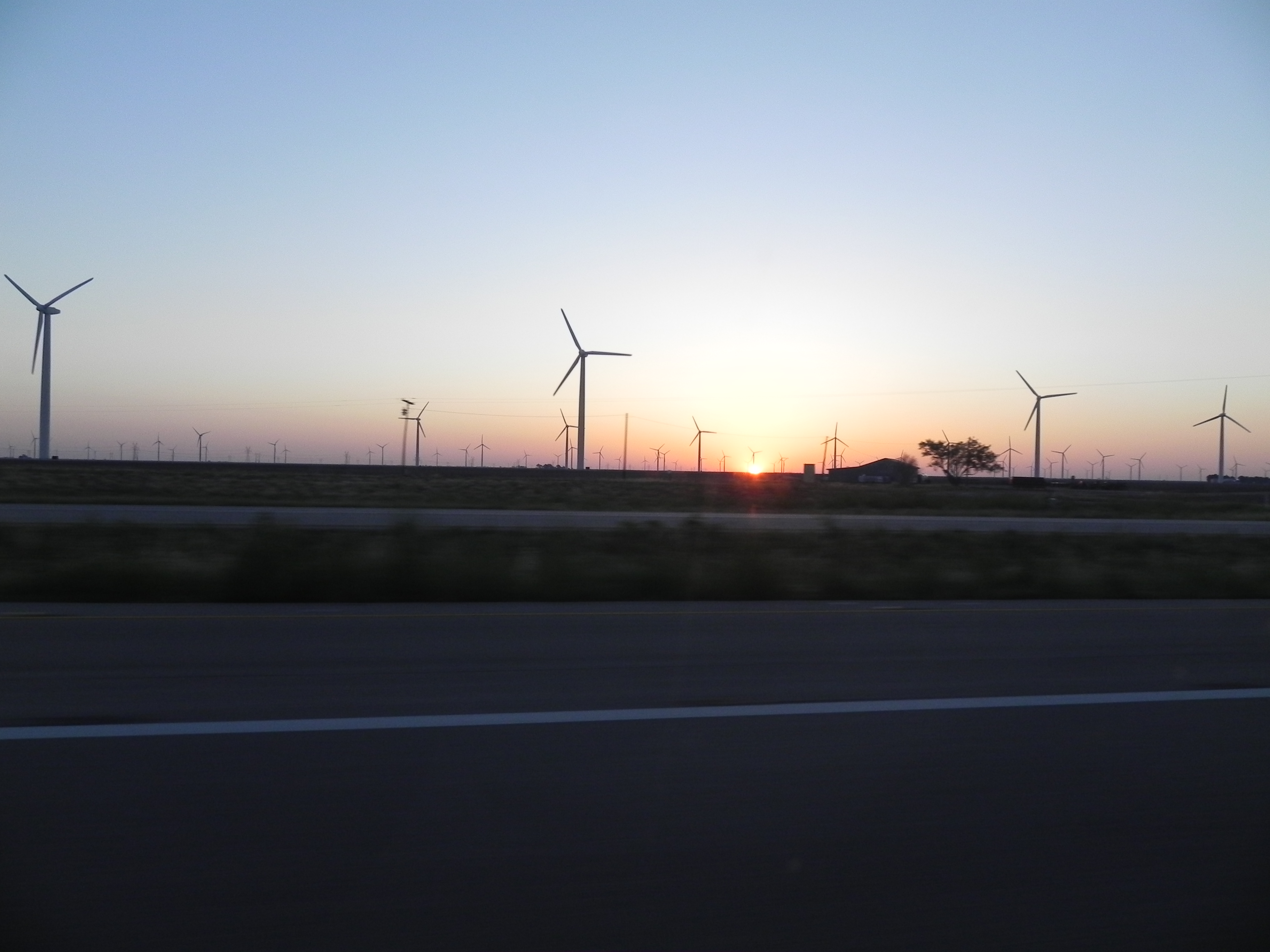
Roscoe Wind Farm in Texas

## Museen
In McCamey existieren zwei Museen:
- Das Mendoza Trail Museum enthält Ausstellungsstücke von Artefakten der amerikanischen Ureinwohner, antike Fossilien und Erinnerungsstücke aus den Zeiten des Ölbooms in der Region.
- Das Adrian House bietet eine Momentaufnahme der Vergangenheit mit antiken Möbeln und Dekorationen.

## Demografische Daten
Im Jahr 2017 wurde eine Einwohnerzahl von 2063 Personen ermittelt. Das Durchschnittsalter lag zu diesem Zeitpunkt mit 29,1 Jahren unterhalb des Wertes von Texas, der 34,7 Jahre betrug. Fast 60 % der Einwohner zählen zu den Hispanics.

## Söhne und Töchter der Stadt
Jill Jackson (* 1942), als „Paula“ Teil des Gesangduos Paul & Paula
Dan Seals (1948–2009), Sänger, Musiker und Songwriter

## Trivia
Da es in der wüsten- und steppenähnlichen Umgebung von McCamey viele Klapperschlangen (Crotalus) gab, wurde im Jahre 1936 das erste sogenannte Rattlesnake-Derby in den USA veranstaltet. Hierbei wurde der Fänger der meisten Schlangen im Rahmen eines Volksfestes ausgezeichnet. Die Veranstaltung wird in der heutigen Zeit nicht mehr durchgeführt. Klapperschlangen sind jedoch in der Gegend noch reichlich vertreten und Arbeitern in den Windparks wird empfohlen, zum Schutz vor Schlangenbissen möglichst Stulpen über den Schuhen zu tragen.